# Omar Dieng
Omar Dieng (Ponte San Pietro, 17 febbraio 2000) è un cestista italiano.